# À l'attaque!
A l'attaque! película francesa, dirigida por Robert Guédiguian y estrenada en el año 2000

## Argumento
Xavier e Yvan, dos amigos guionistas con personalidades contrapuestas, deciden escribir un guion sobre temas contemporáneos. Sus diferencias son enormes. Los trucos abundan. Se apartan de la trama, discuten y le van dando forma mientras sus vidas se ven constantemente entrelazadas con la propia historia del garaje "Moliterno and Cie". Gigi y su primo Jean-Do se dedican a arreglar los coches que luego Lola abrillantará mientras que Marthe prepara las facturas. Pépé el abuelo, le enseña al niño canciones italianas revolucionarias a la vez que Vanessa y Mouloud venden flores y erizos en el mercado. Toda la familia pone su grano de arena, durante doce horas al día, siete días a la semana, para sobrevivir en unos momentos en los que el desempleo es elevado. Pero la globalización aparece en el horizonte y una multinacional amenaza su supervivencia.